# Вріндаван
Вріндаван, раніше Вріндавана (гінді वृन्दावन, Vṛndāvan IAST, англ. Vrindavan) — місто в окрузі Матхура індійського штату Уттар-Прадеш. На цьому місті в давнину стояв ліс, де, згідно з Пуранами, понад 5000 років тому Крішна під час свого земного втілення проводив ліли (ігри). Вріндаван лежить 15 кілометрів від міста Матхура, яке прийнято вважати місцем народження Крішни. Поблизу міста пролягає автомагістраль Аґра — Делі.
Вріндаван також називають «містом 5000 храмів» — за деякими підрахунками, це число храмів, що існують у місті, більшість з яких присвячені Радха-Крішні. Вріндаван є святим місцем паломництва для послідовників вайшнавізму та індуїзму в цілому. У крішнаїзмі Вріндаван вважається священним місцем, невідмінним від вічної оселі Крішни у духовному світі Голоки Вріндавани.
Навіть у центрі міста можна побачити багато диких тварин та птахів, як, наприклад, мавп, павичів, звичайно ж, корів. До наших часі збереглися невеликі залишки густих лісів, що колись стояли тут. Під особливим захистом є священна рослина туласі, яка має особливе значення в релігійному обряді й усюди використовується місцевим населенням у пуджах.